# قائمة مقاطعات ديلاوير
تضم ولاية ديلاوير الأمريكية ثلاث مقاطعات: كينت ونيو كاسل مقاطعة وسوسكس وهو أقل عدد مقاطعات في الولايات الأمريكية.

## المقاطعات
| مقاطعة          | FIPS | مقر المقاطعة | تاريخ التأسيس | المنشأ | أصل التسمية | تعداد السكان | المساحة                     | الخريطة                                        |
| مقاطعة كينت     | 1    | دوفر         | 1680          |        | تمت تسميتها في 1682 من قبل ويليام بن بأسم مقاطعة كينت الإنجليزية                                                               | 162,310      | 800 ميل مربع (2,100 كـم2)   | Map of Delaware highlighting Kent County       |
| مقاطعة نيو كاسل | 3    | ويلمنغتون    | 1664          |        | تمت تسميتها في 1673 من قبل العمدة الهولندي انتوني كلوفي لبلدة نيو كاسل بولاية ديلاوير باعتبارها الأسم الأنجليزي من نييو أمستل. | 538,479      | 494 ميل مربع (1,280 كـم2)   | Map of Delaware highlighting New Castle County |
| مقاطعة سوسكس    | 5    | جورجتاون     | 1664          |        | تمت تسميتها في 1682 من قبل ويليام بن لمقاطعة ساسكس الإنجليزية، حيث موطنه.                                                      | 197,145      | 1,196 ميل مربع (3,100 كـم2) | Map of Delaware highlighting Sussex County     |